# Jean-Léon Gérôme

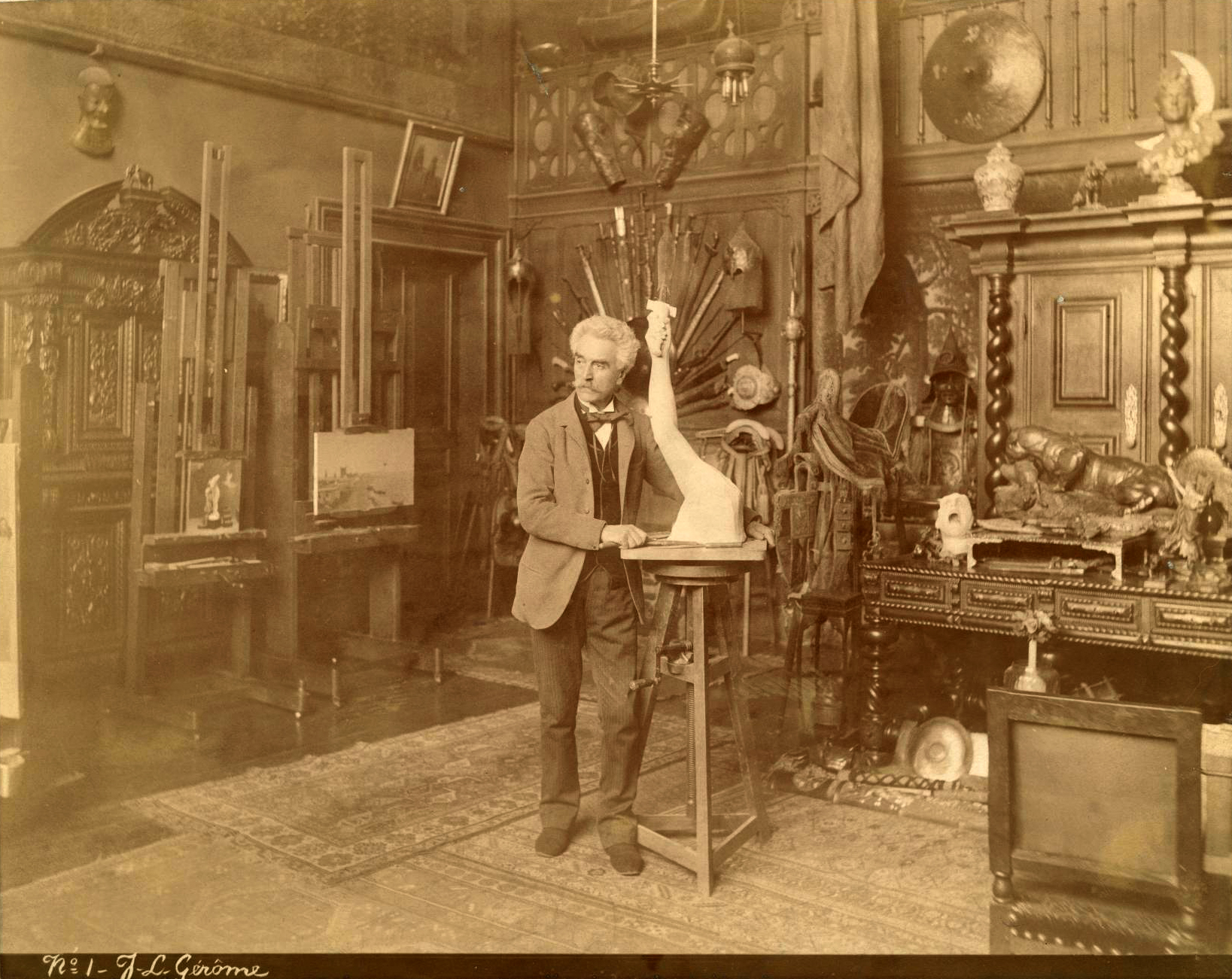
Jean-Léon Gérôme

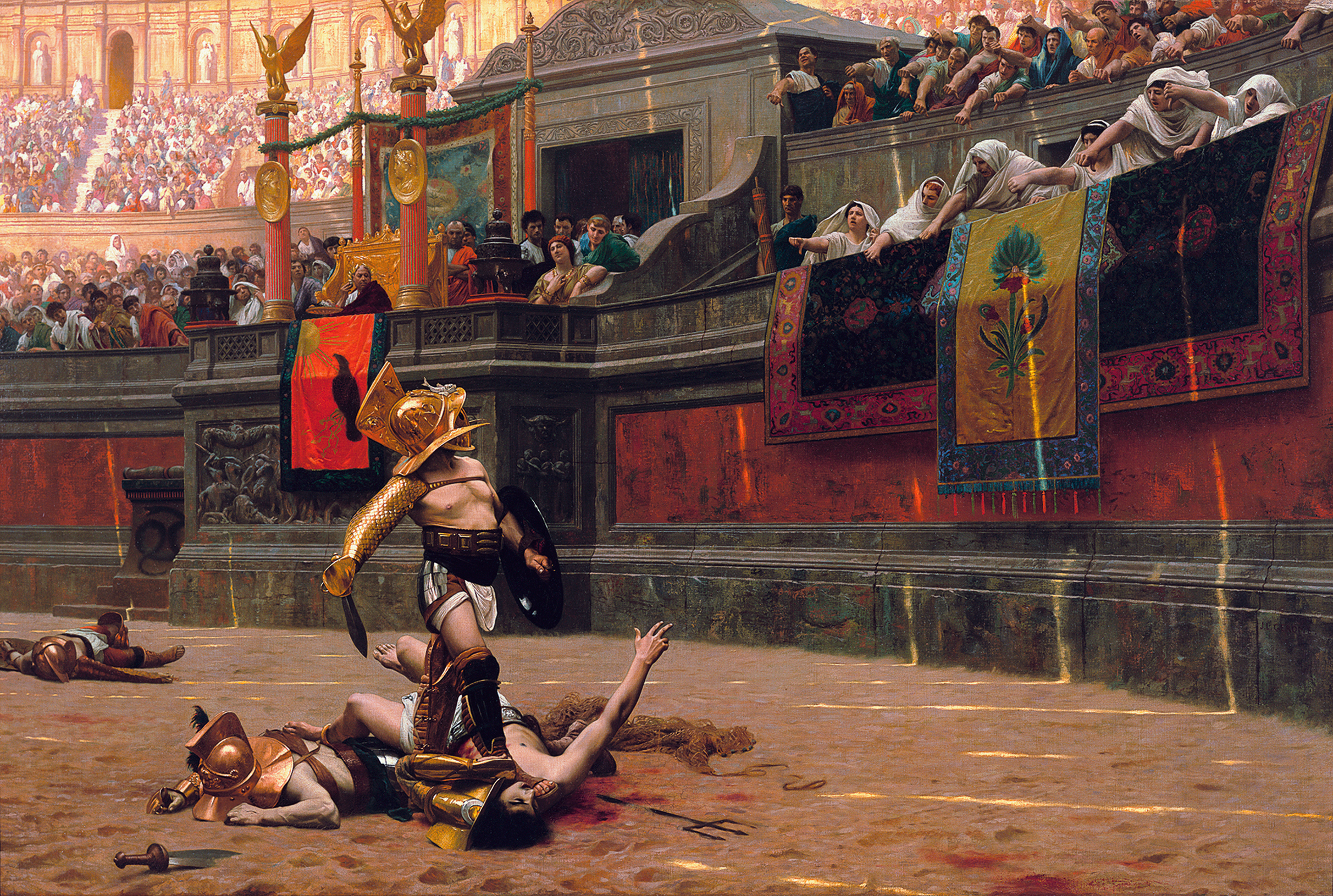
Pollice Verso, Jean-Léon Gérôme, 1872, is de onmiddellijke bron voor het "duim omlaag"gebaar in de populaire cultuur (Phoenix Art Museum)

Jean-Léon Gérôme (Vesoul, 11 mei 1824 – Parijs, 10 januari 1904) was een Franse schilder en beeldhouwer. Hij weigerde mee te gaan in het door Monet en Manet begonnen impressionisme en trachtte vast te houden aan de traditie van het Franse neoclassicisme en de romantiek. Veel van zijn werk ademt een historische, oriëntalistische sfeer.

## Leven
Gérôme trok in 1840 naar Parijs waar hij als student kon werken onder Paul Delaroche, die hij vergezelde naar Italië (1844-1845). Bij zijn terugkeer kon hij, net zoals zoveel andere studenten van Delaroche, terecht in het atelier van Charles Gleyre, en hij exposeerde zijn schilderij Combat de coqs, dat hem de derdeklassemedaille opleverde in het Salon van 1847. Dit werk werd gezien als summum van de neogrecbeweging die voortkwam uit Gleyres studio, en werd verdedigd door de Franse criticus Théophile Gautier. Met La Vierge, l'enfant Jésus et St-Jean en zijn pendant Anacréon, Bacchus et l'Amour wist hij een tweedeklassemedaille weg te kapen in 1848. Hij stelde Bacchus et l'Amour ivres, Un intérieur grec en Un Souvenir d'Italie in 1851 tentoon. De jaren daarna exposeerde hij met Une Vue de Paestum (1852) en Une Idylle (1853).
Gérôme ondernam geregeld expedities naar het Midden-, Nabije en Verre Oosten, onder meer naar Noord-Afrika, Egypte, Sinaï, Palestina en Turkije. Tijdens deze reizen was het zijn gewoonte om in de buitenlucht op locatie olieverfschetsen te maken. Een van deze olieverfschetsen, gemaakt tijdens zijn expeditie in 1878, was An Encampment before Constantinople. Opvallend aan deze schetsen is dat ze nog de punaise-afdrukken in de marge hebben waarmee Gérôme het canvas vastprikte op zijn werkbord.

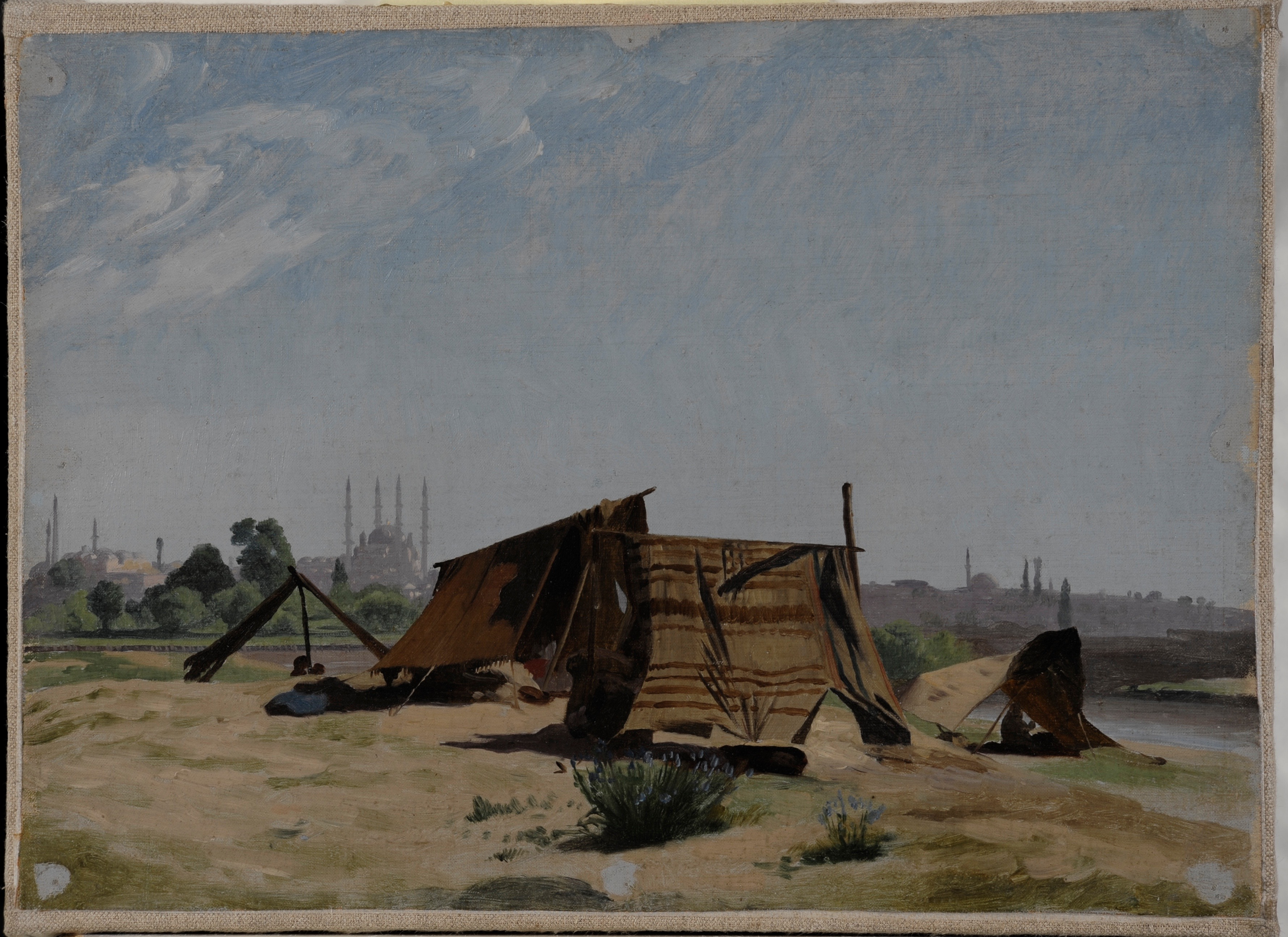
Jean-Léon Gérôme - Een tentenkamp voor Constantinopel, 1878, een voorbeeld van Gérôme's en plein air schilderijen

In 1854 maakte Gérôme een reis naar Turkije en de oevers van de Donau, en in 1857 bezocht hij Egypte. Voor de Wereldtentoonstelling van 1855 maakte hij Pifferaro, Un Gardeur de troupeaux, Un Concert russe, Le Siècle d'Auguste en La Naissance de Jésus-Christ. Ook al scheen dit laatste zijn effect te missen, toch werd het door het ministère d'État aangekocht vanwege de technische verdiensten van het schilderij.
Gérômes reputatie bereikte nieuwe hoogtes tijdens het Salon van 1857 door een collectie van werken met een meer populaire inslag: La Sortie du Bal masqué ou le Duel de Pierrot, Recrues égyptiens traversant le Désert · Porteuse d'Eau égyptienne, Memnon et Sésostris en Chameaux à la Fontaine, waarvan de tekening werd bekritiseerd door Edmond About.
Met zijn Mort de César (1859) trachtte Gérôme terug te keren naar het serieuzere werk, maar het schilderij kon de interesse van het publiek niet opwekken. Phryne devant l'Aréopagus, Le Roi Candaule en Socrates cherchant Alcibiades dans la Maison d'Aspasia (1861) deden een schandaal ontstaan vanwege de onderwerpen die de schilder had gekozen, en bezorgde hem bittere aanvallen van de kant van Paul Bins, graaf van Saint-Victor, en Maxime du Camp. Tijdens datzelfde Salon stelde hij ook Écrasant le Grain en Égypte/Le Hache-paille égyptien en Rembrandt faisant mordre une planche à l'eau-forte, twee zeer gedetailleerd afgewerkte werken, tentoon.
In 1865 werd Gérôme verkozen als lid van het Institut de France.
Hij stierf op 79-jarige leeftijd en werd begraven op het Cimetière de Montmartre. Gérôme was de schoonvader van de schilder Aimé Morot.

## Kunstwerken

### Schilderijen
Onder de vele schilderijen die Gérôme schilderde, moeten de volgende worden vermeld:
- Combat de Coqs (1847)
- Le Prisonnier et le Boucher turc (1863)
- La Prière (1865)
- Le Marché d'esclaves (1867)
- la Promenade du harem (1869)
- Louis XIV et Molière (1863)
- La réception des ambassadeurs du Siam à Fontainebleau (1865)
- La mort du maréchal Ney (1868)
- Verkoop van een slavin in Rome (1884)
- Pygmalion et Galatée (1890)
- An Encampment before Constantinople
- La Vérité sortant du puits armée de son martinet pour châtier l'humanité (1896): Over de legende van de Waarheid en de Leugen

### Beeldhouwwerken
Gérôme was ook een succesvolle beeldhouwer. Hij maakte onder andere een beeld van Omphale (1887), en het standbeeld van Henri d'Orléans, hertog van Aumale (1899) dat voor het kasteel van Chantilly staat. Zijn uit ivoor, metaal en edelstenen gemaakte Bellona (1892), dat ook in de Royal Academy of Arts in Londen staat, trok veel aandacht. De artiest begon vervolgens met een serie van veroveraars, gemaakt in goud, zilver en edelstenen: Bonaparte entrant au Caire (1897), Tamerlan (1898) en Frédéric le Grand (1899).

## Studenten
- Jacques Barcat[1]
- Pascal Dagnan-Bouveret
- Georges Ferdinand Bigot
- Frank Boggs
- Frederick Arthur Bridgman
- Dennis Miller Bunker
- Kenyon Cox
- William DeLeftwich Dodge
- Wynford Dewhurst
- Jean-Jules-Antoine Lecomte du Noüy
- Thomas Eakins
- Wyatt Eaton
- Delphin Enjolras
- Herbert Cyrus Farnum
- Alexander Harrison
- Robert Lee MacCameron
- Henry Siddons Mowbray
- Aloysius O'Kelly
- Lawton Parker
- Paul Peel
- Harper Pennington
- William Picknell
- Odilon Redon
- Jean Guillaume Rosier
- Julius Stewart
- Abbott Handerson Thayer
- Vasili Veresjtsjagin
- Douglas Volk
- J. Alden Weir

## Galerie

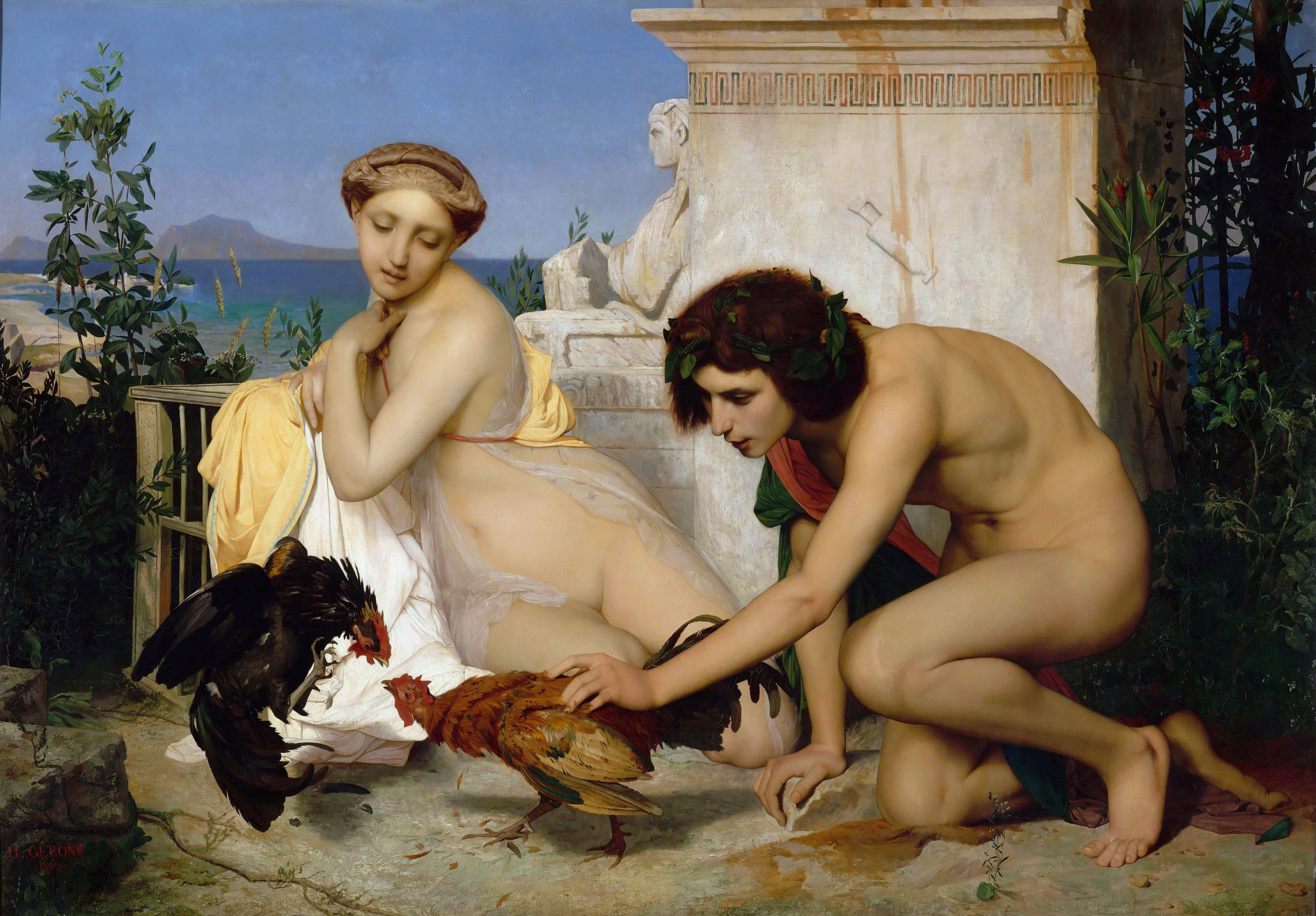
Combat de coqs, 1847
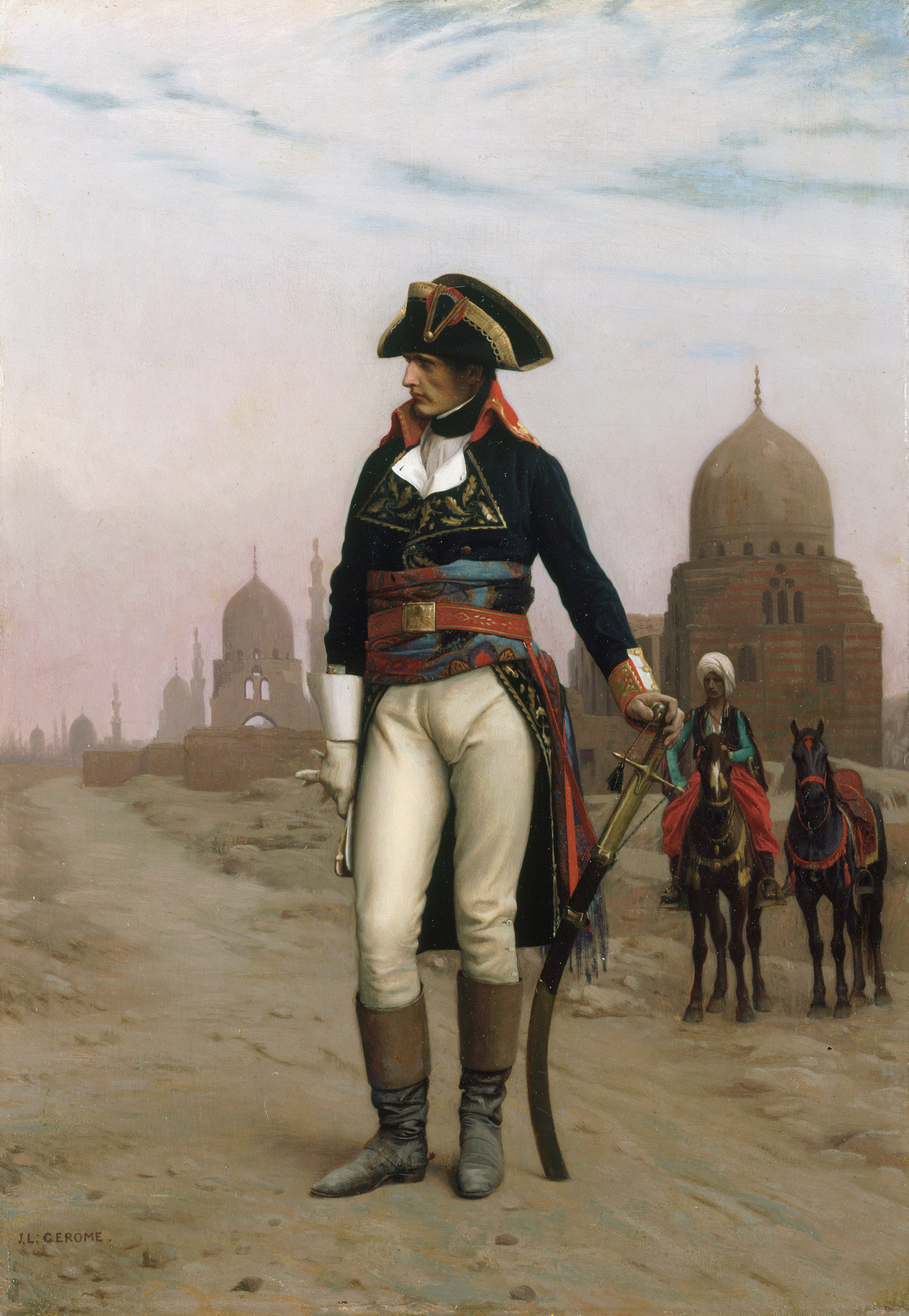
Napoleon in Cairo, 1863
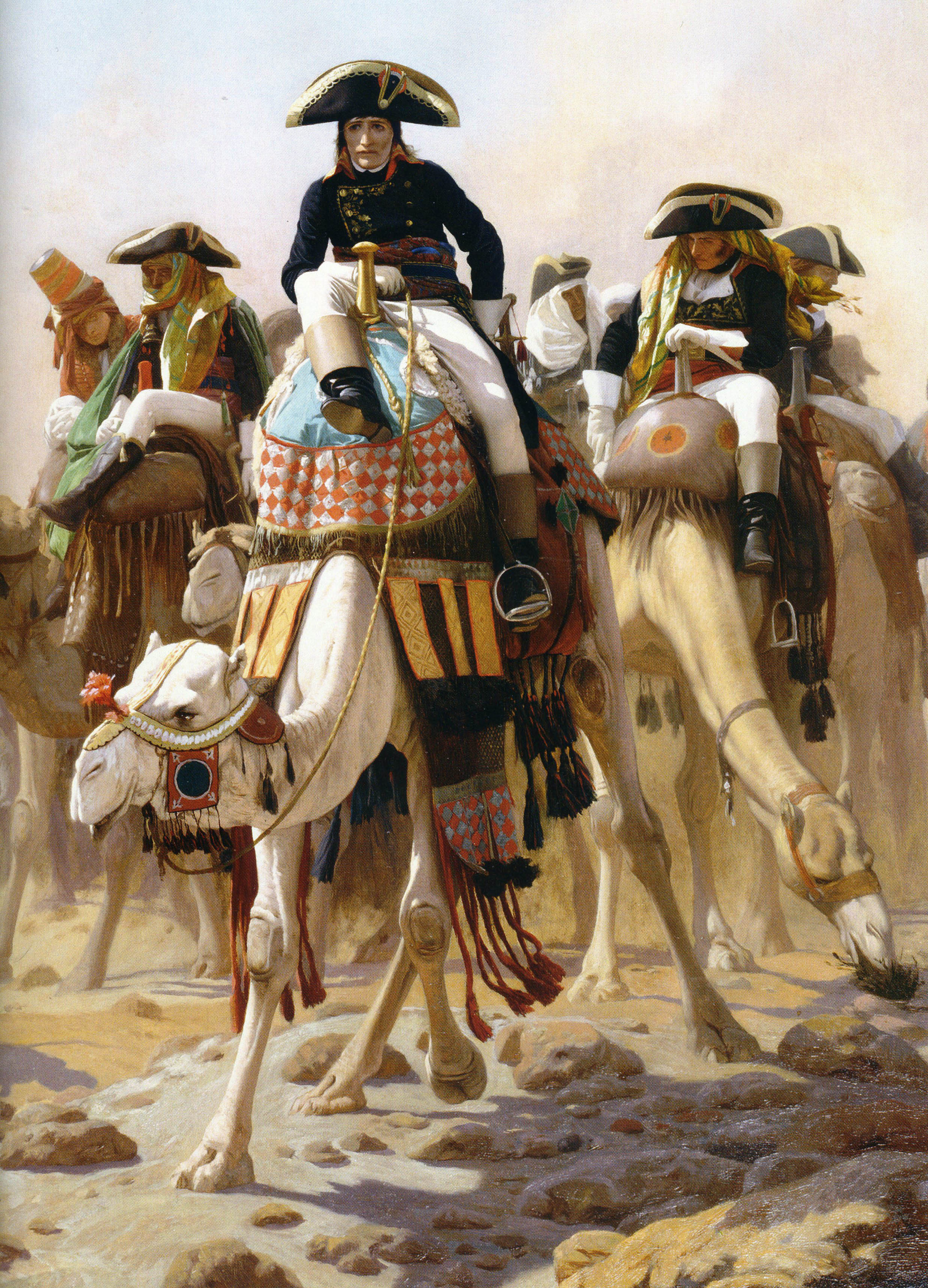
Bonaparte et son État-Major en Égypte, 1863
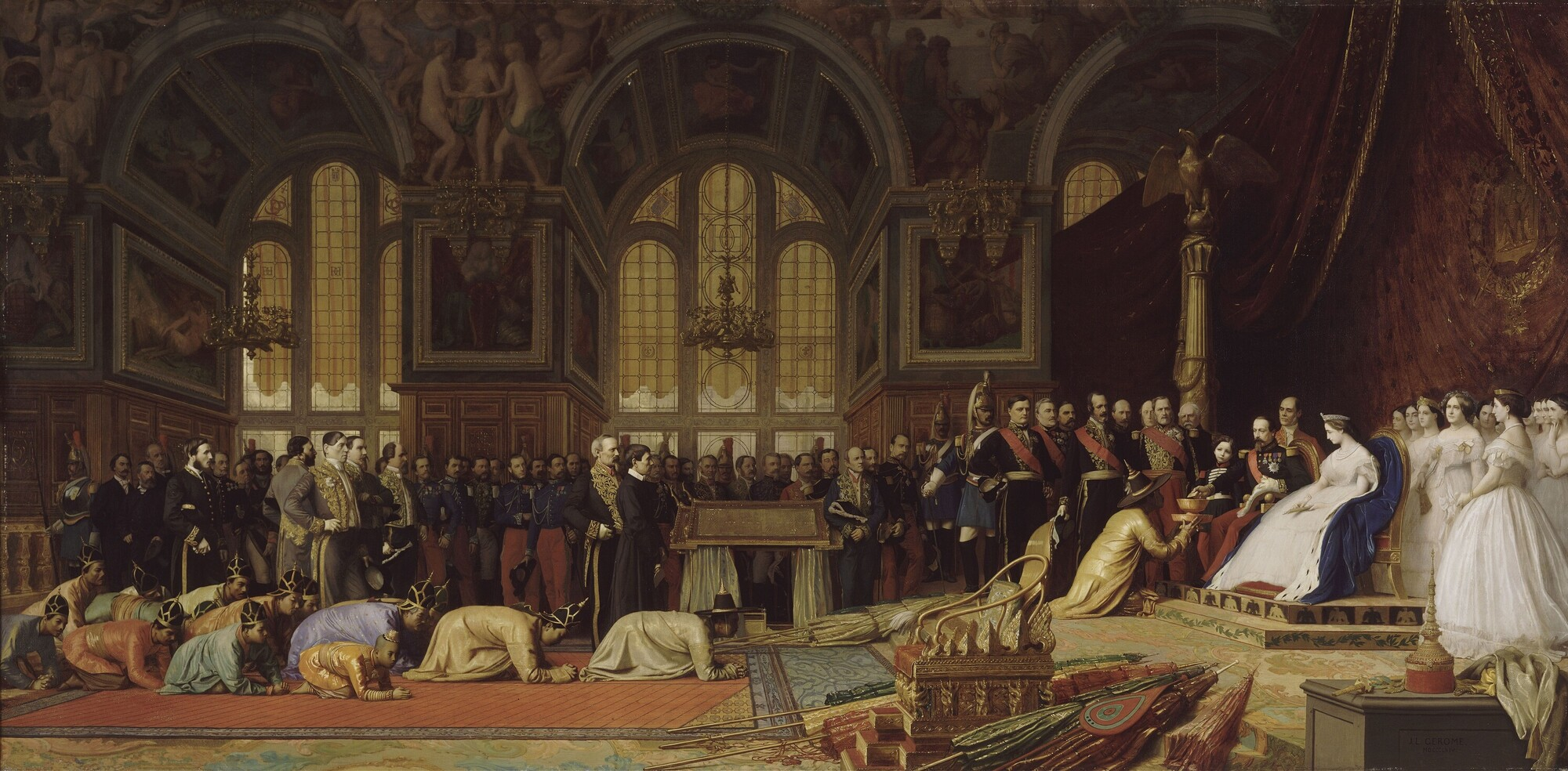
La réception des ambassadeurs du Siam à Fontainebleau, 1865
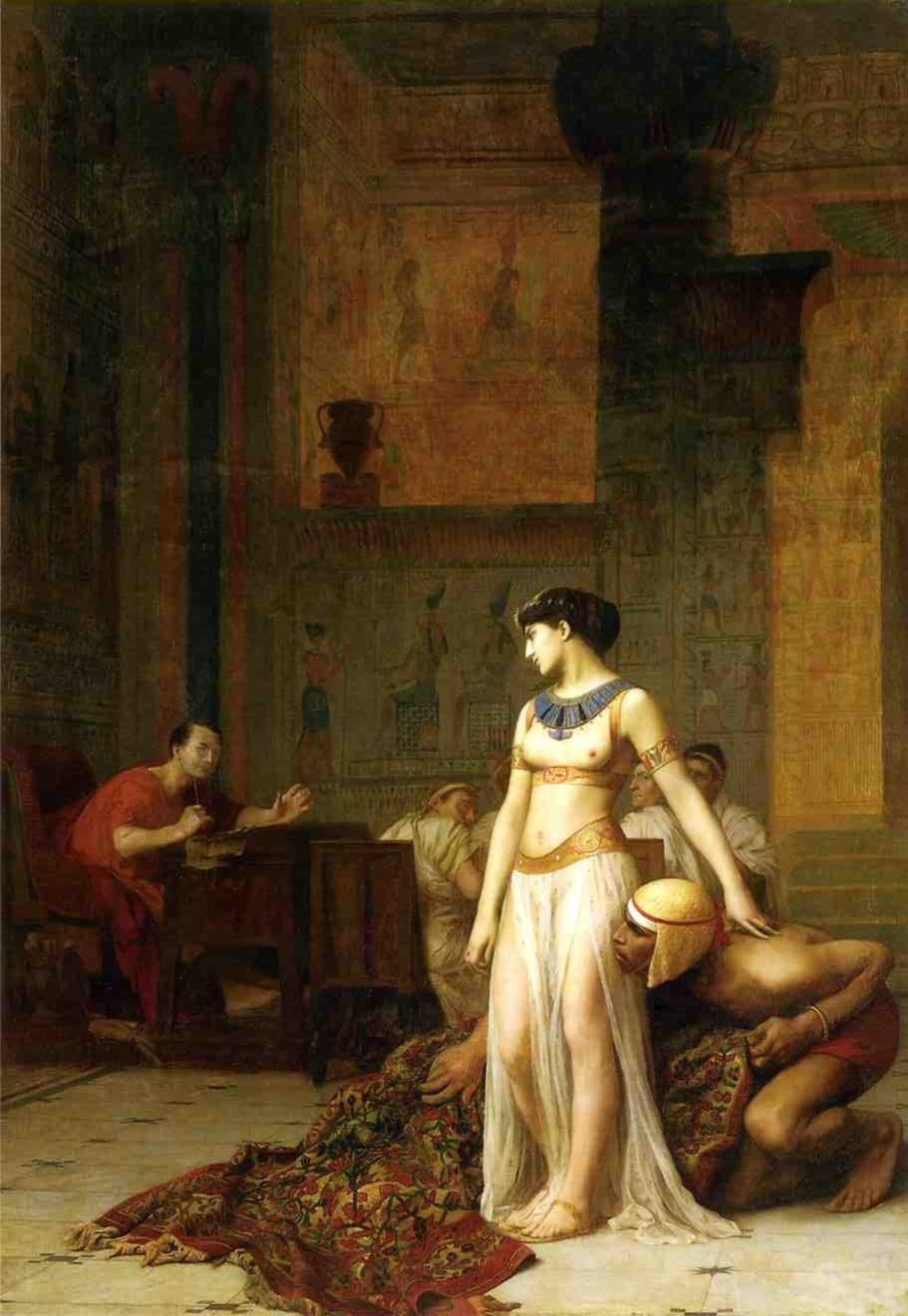
Cleopatra et Caesar, 1866
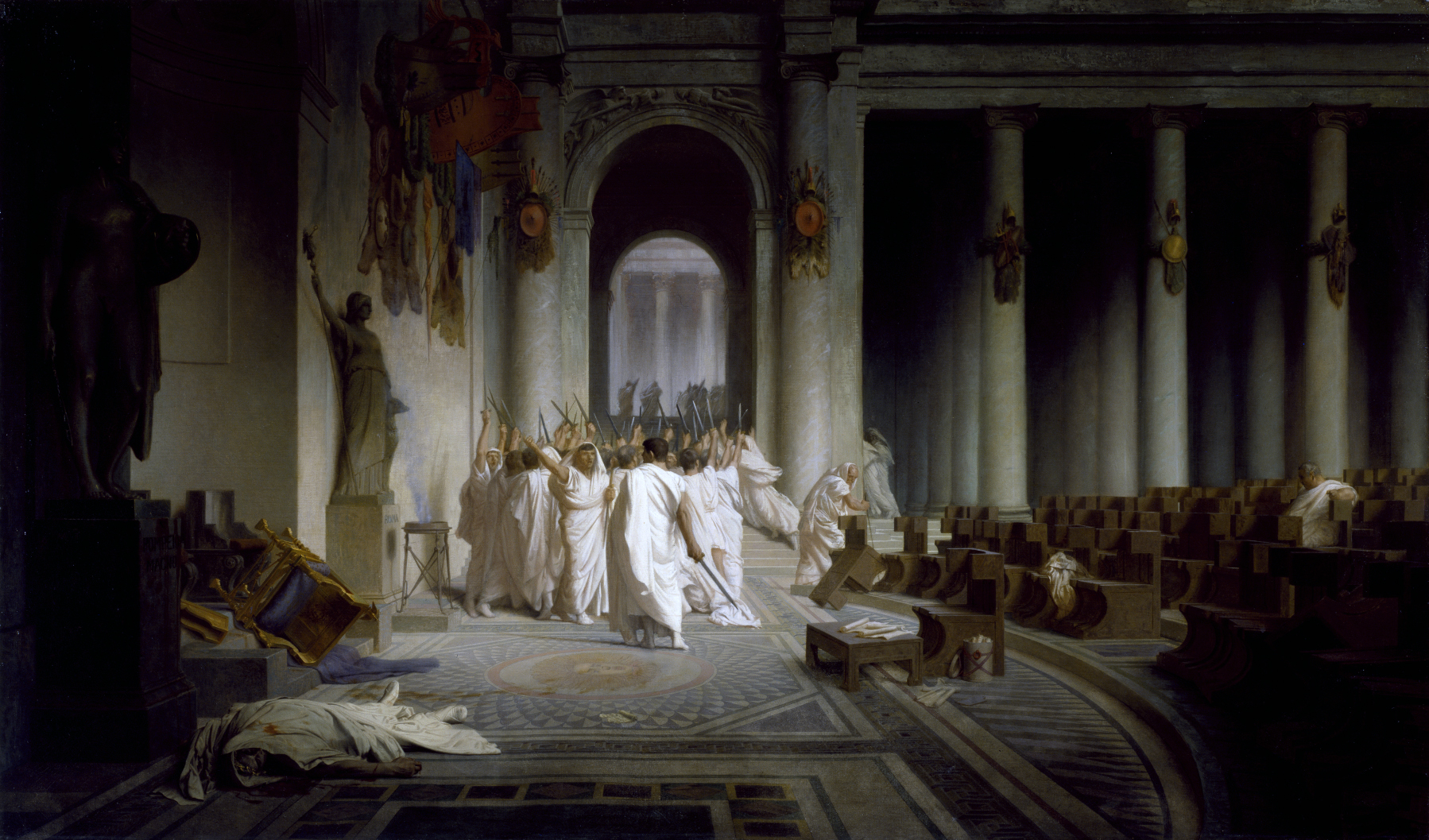
Mort de César, 1867
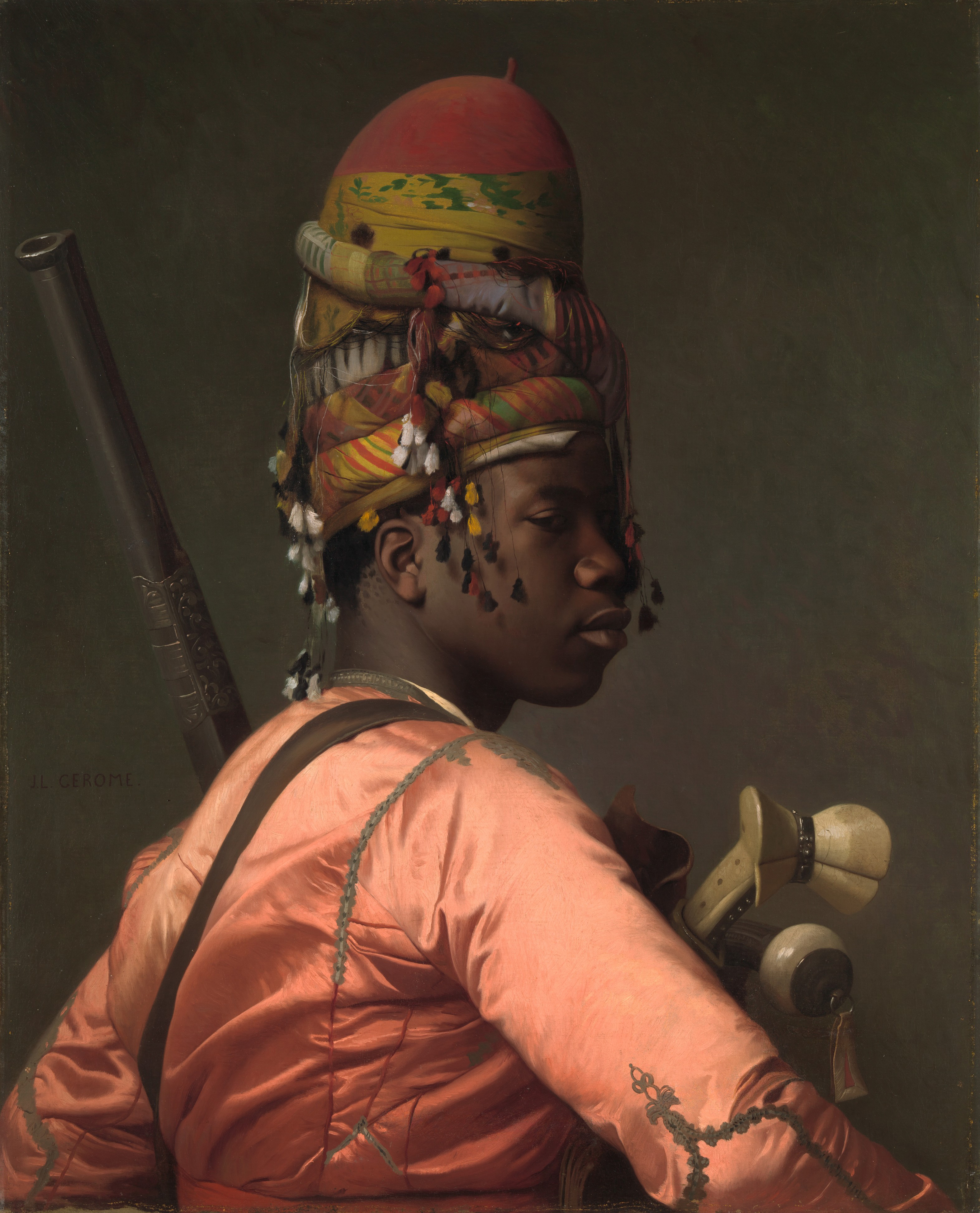
Bashi-Bazouk, 1869
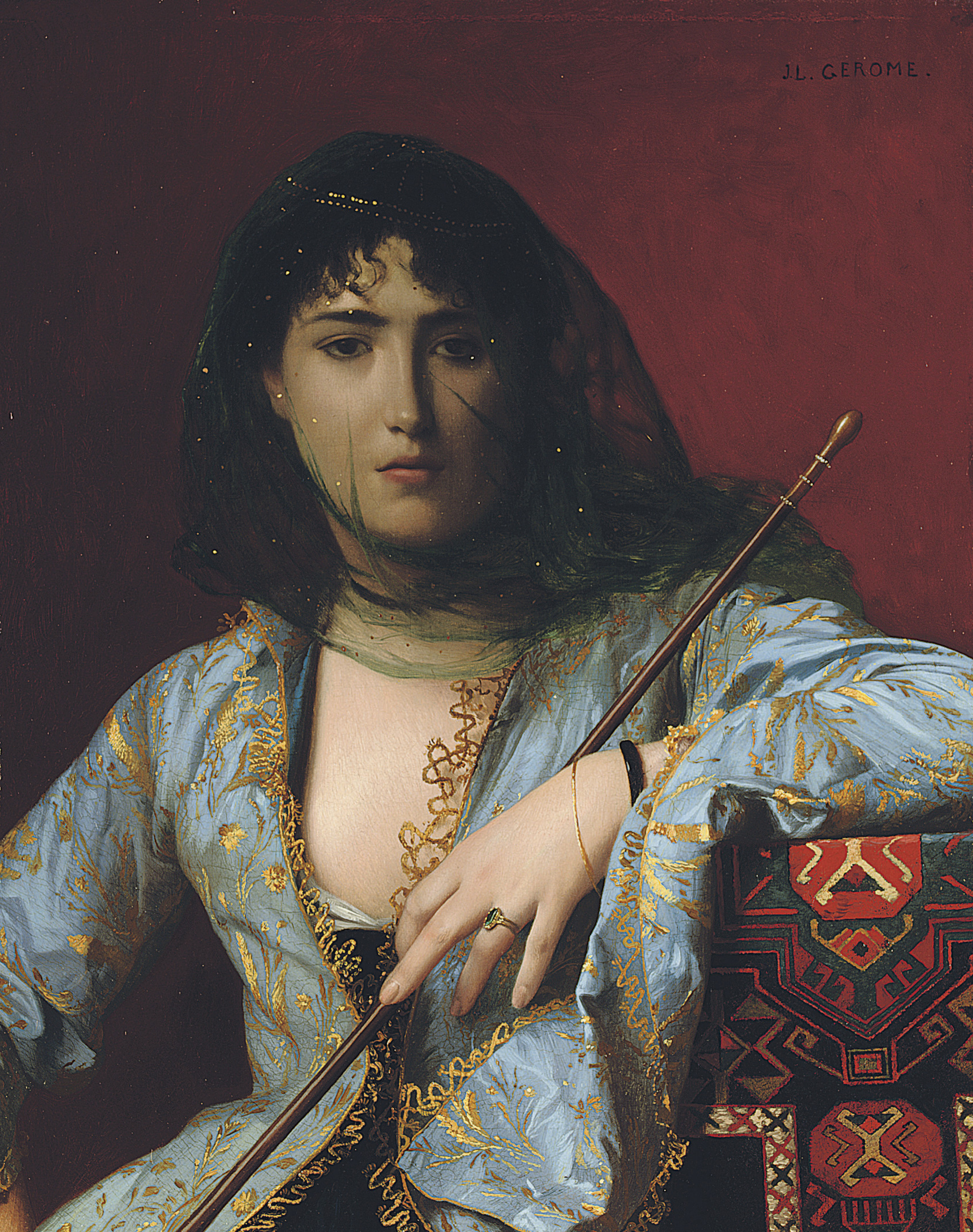
Femme circassienne voilée, 1876
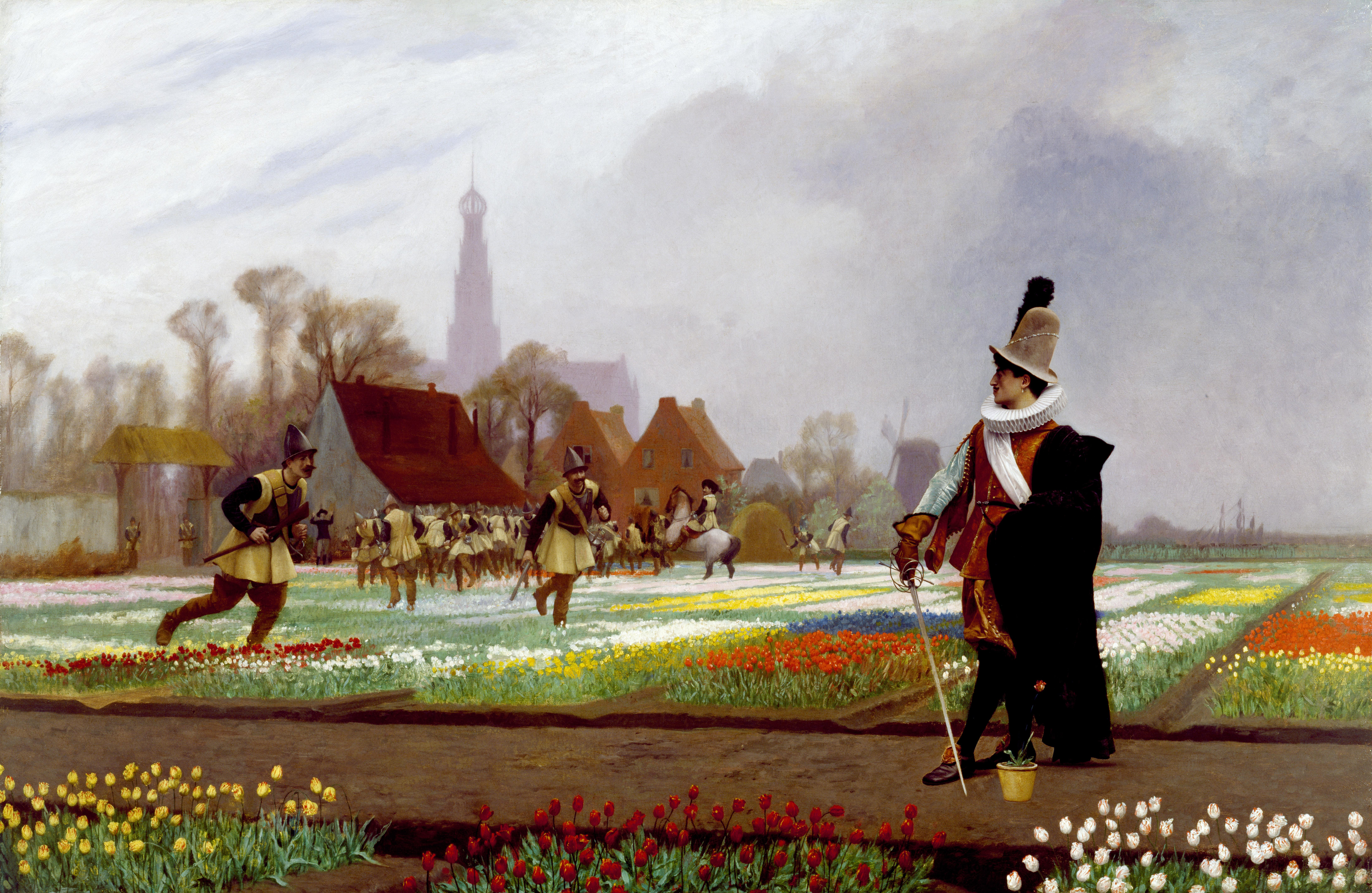
Tulpenmanie, 1882
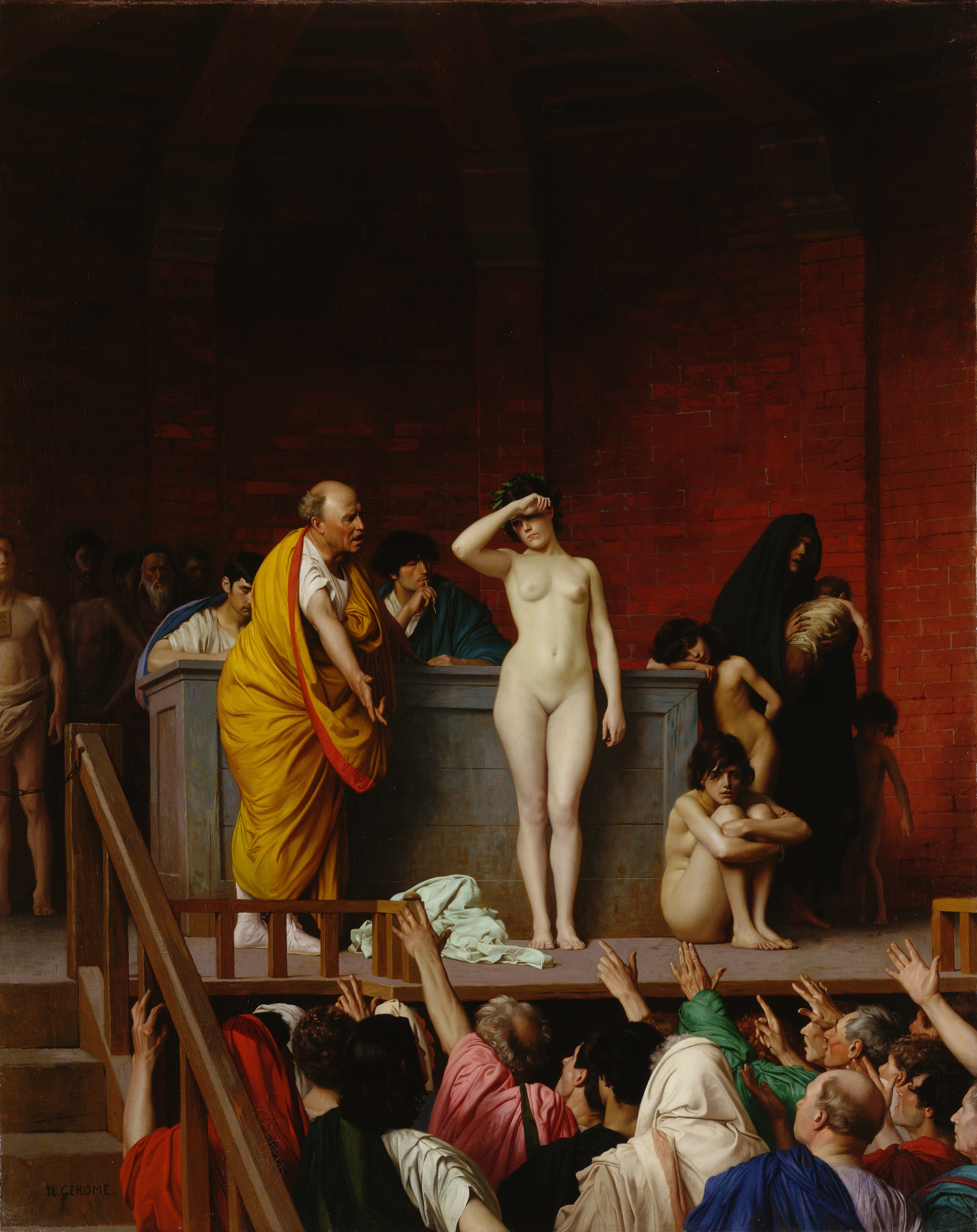
Verkoop van een slavin in Rome, 1884
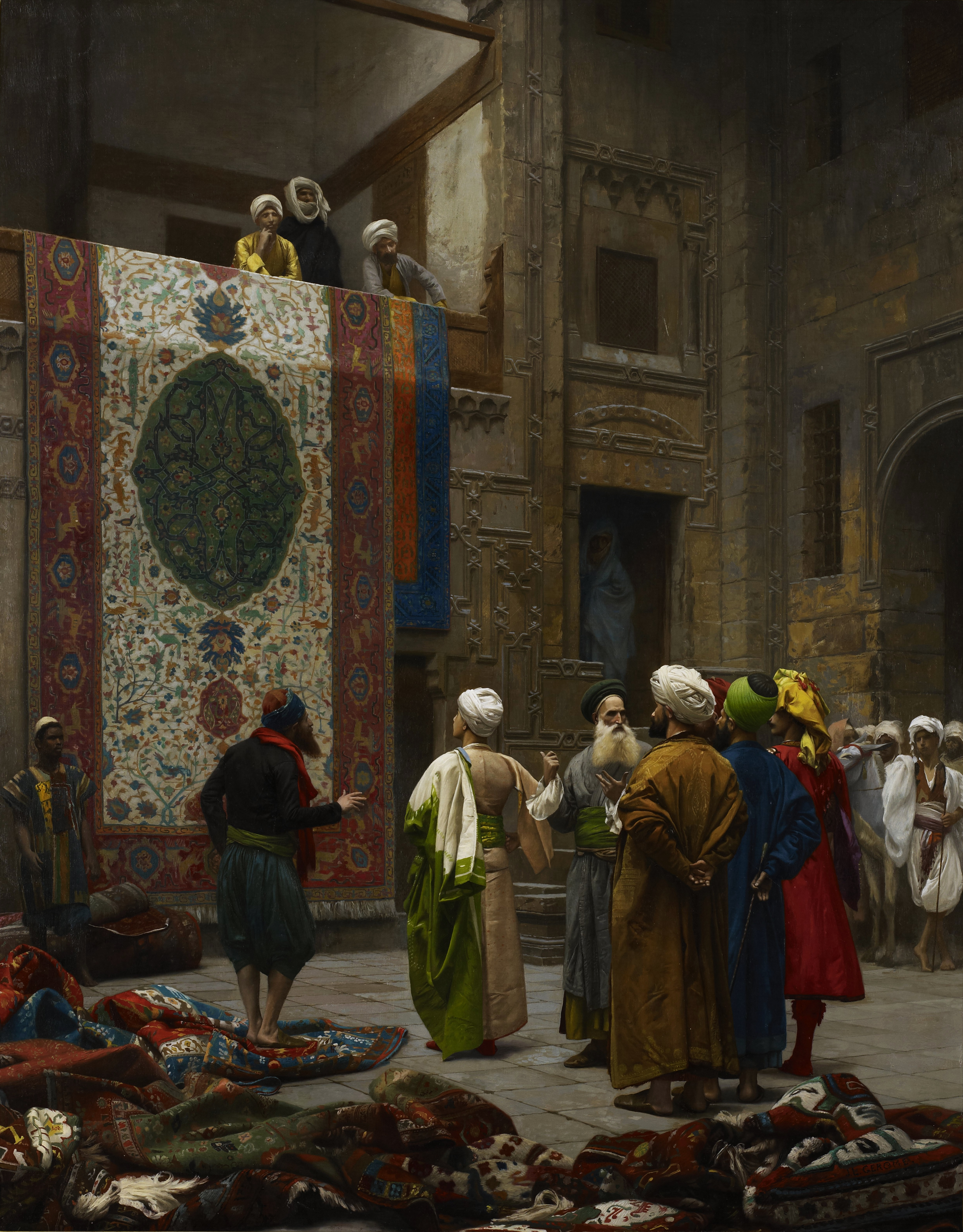
The Carpet Merchant, ca. 1887
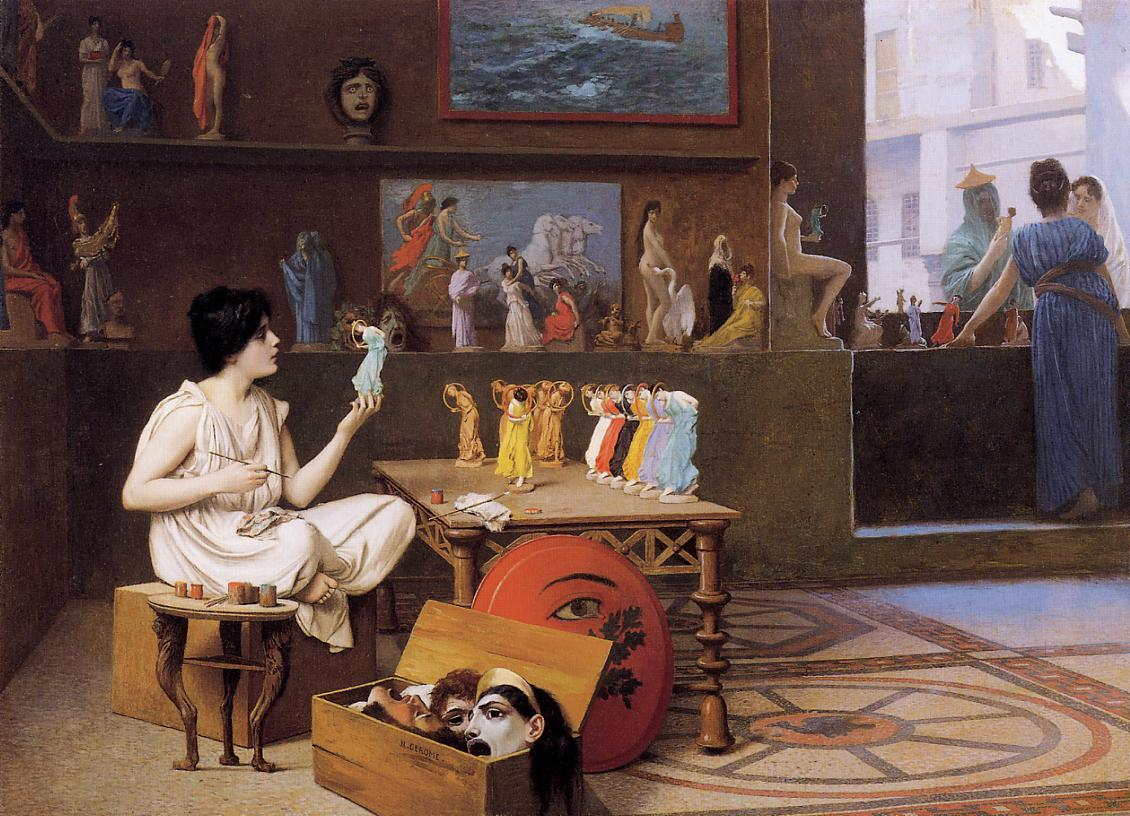
The Antique Pottery Painter: Sculpturæ vitam insufflat pictura (painting breathes life into sculpture), 1893
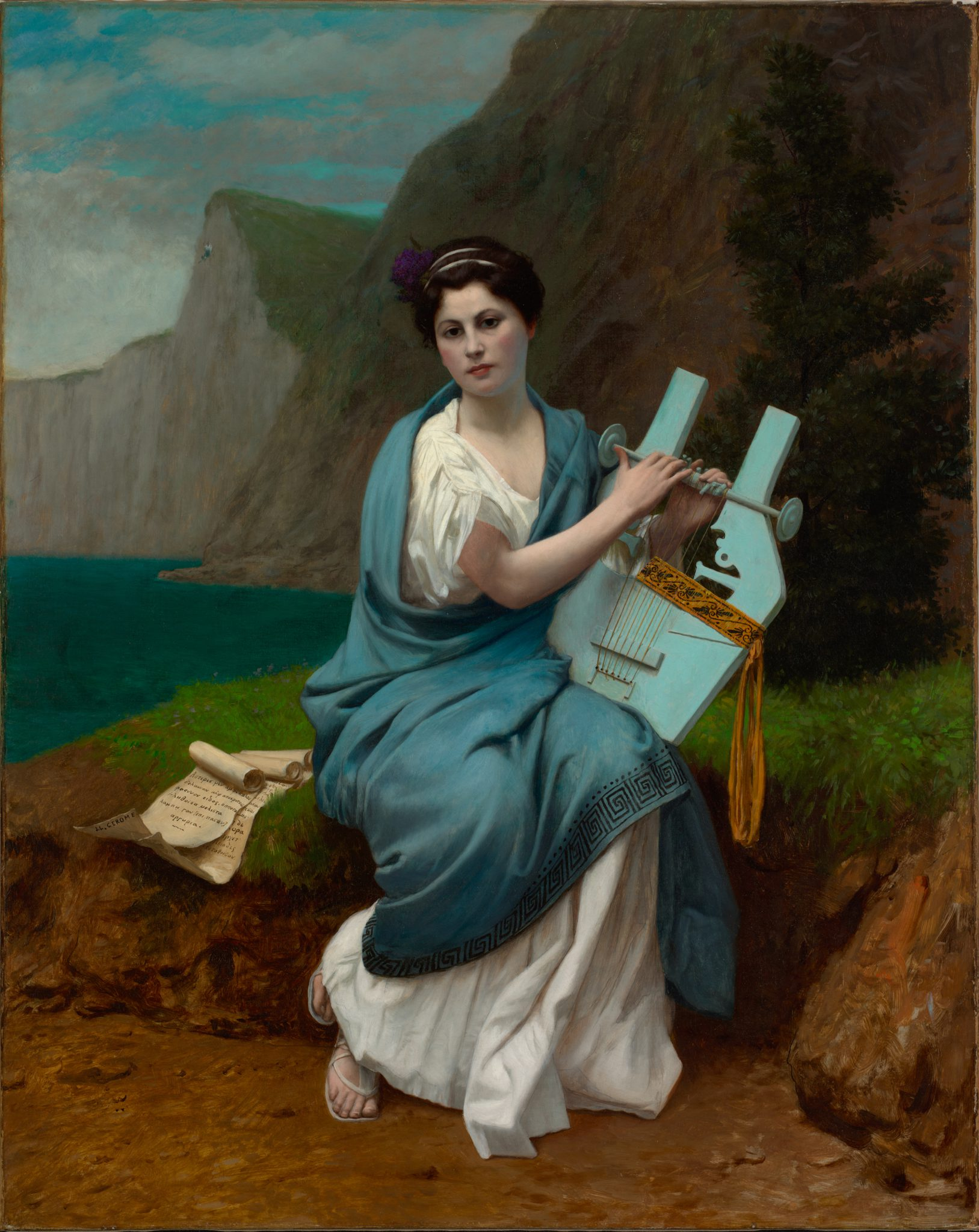
Portrait van Mrs. Charles H. Truax als Sappho, 1899